# Saint-Gérard
Saint-Gérard is een plaats en deelgemeente van de Belgische gemeente Mettet. Saint-Gérard ligt in de provincie Namen en was tot 1 januari 1977 een zelfstandige gemeente.
De plaats ontstond rond de Abdij van Saint-Gérard de Brogne, die werd gesticht in de 10e eeuw.

## Demografische ontwikkeling
- Bronnen:NIS, Opm:1831 tot en met 1970=volkstellingen, 1976= inwoneraantal op 31 december

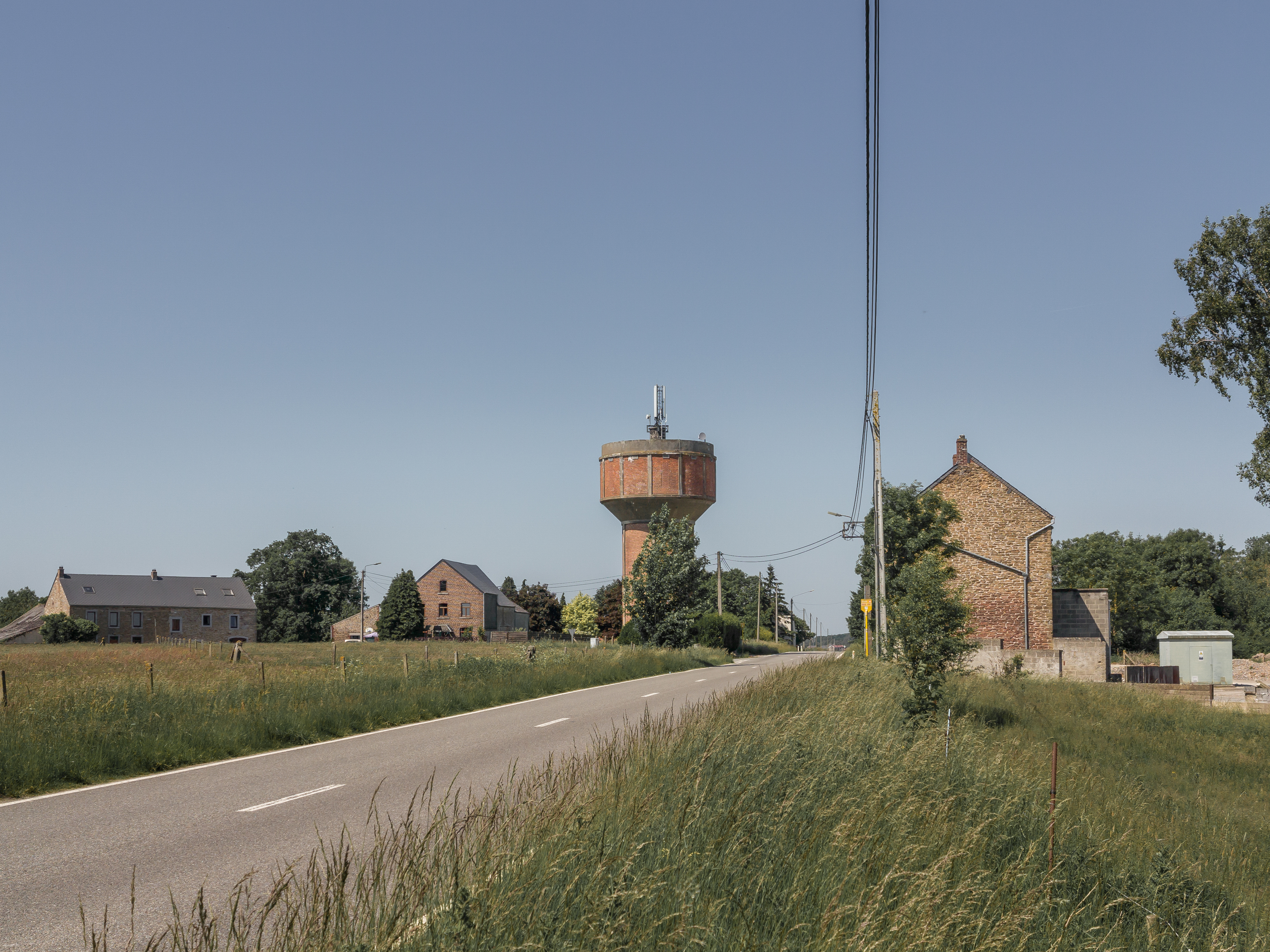
Watertoren in de straat tussen Saint-Gérard en Pontaury